# ジョナタン・オロスコ
ジョナタン・エマヌエル・オロスコ・ドミンゲス（Jonathan Emmanuel Orozco Domínguez, 1986年5月12日 - ）は、メキシコ・モンテレイ出身の元同国代表サッカー選手。現役時代のポジションはゴールキーパー。

## クラブ歴
ヌエボ・レオン州モンテレイに生まれた。2004年から2005年にはCFモンテレイからコブラス・デ・シウダ・フアレス（モンテレイのBチーム）にレンタル移籍し、2005アペルトゥーラでデビューした。シーズン終了後にモンテレイのトップチームに呼び戻され、2005年8月13日のCFアトラス戦 (1-0) でトップチームデビューした。
2009アペルトゥーラではリーガMXで優勝し、2010アペルトゥーラでは再びリーグを制覇。2009アペルトゥーラと2011クラウスーラではリーグ最優秀ゴールキーパーに選出されている。2010-11シーズンからはCONCACAFチャンピオンズカップで3連覇を果たし、3年連続でFIFAクラブワールドカップに出場した。
ユース時代を含め20年以上に亘りモンテレイでプレーし、公式戦300試合以上でゴールマウスを守った。2016年末、クラブ上層部との対立によりエスタディオBBVAを後にする。
翌年1月よりサントス・ラグナに加入。退団したアグスティン・マルチェシンの後任として正GKを務め、2018クラウスーラ優勝に貢献した。
2020年6月、クルブ・ティフアナに3年契約で移籍することが発表された。

## 代表歴
2010年2月18日のボリビア戦でメキシコ代表デビューし、クリーンシートを記録した。2011年には2011 CONCACAFゴールドカップに出場した。

### 代表での出場
2021年10月28日時点
| 代表     | 年   | 出場 | 得点 |
| -------- | ---- | ---- | ---- |
| メキシコ | 2010 | 1    | 0    |
| メキシコ | 2011 | 0    | 0    |
| メキシコ | 2012 | 1    | 0    |
| メキシコ | 2013 | 4    | 0    |
| メキシコ | 2019 | 2    | 0    |
| メキシコ | 2021 | 1    | 0    |
| 通算     | 通算 | 9    | 0    |

## タイトル

### クラブ
モンテレイ
- リーガMX : 2009アペルトゥーラ, 2010アペルトゥーラ
- CONCACAFチャンピオンズカップ : 2010-11, 2011-12, 2012-13
- インテルリーガ : 2010
- エウゼビオ・カップ : 2015

サントス・ラグナ
- リーガMX : 2018クラウスーラ

### 代表
メキシコ
- CONCACAFゴールドカップ : 2011, 2015, 2019

### 個人
- リーガMX 最優秀GK : 2009アペルトゥーラ, 2011クラウスーラ